# Ferdinand de Saussure
Ferdinand de Saussure (Ginebra, 26 de novembre del 1857 - Vufflens-le-Château, 22 de febrer del 1913) fou un lingüista suís. El seu interès per la llengua i pel llenguatge i les seues innovadores aportacions al respecte han fet que se'l consideri pare de la lingüística moderna, així com pare de la semiologia. Estudià a Leipzig i Berlín (Alemanya) el 1876-1878, i fou cap de l'École pratique des Hautes Etudes del 1880 al 1891. És germà del també lingüista i esperantista René de Saussure.

## Biografia
Fill d'un zoòleg i entomòleg (Henri de Saussure), Ferdinand de Saussure cresqué en un ambient científic. Tanmateix, descobrí el seu interès per la lingüística ja des de la jovenesa al col·legi de Hofwyl, de la mà de l'indoeuropeista Adolphe Pictet. El 1870, amb sols tretze anys, es matricula a l'Institut Martine, on assisteix a les classes de llengua grega del professor Millenet sobre la gramàtica d'Haas, però llavors Saussure ja sabia francès, alemany, anglès, llatí i grec. Dos anys més tard, el 1872, intenta establir un sistema general del llenguatge i escriu ‘Assaig per a reduir les paraules del grec, del llatí i de l'alemany (germànic) a un petit nombre d'arrels, (Essai pour réduire les mots du grec, du latin et de l'allemande à un petit nombre de racines)', dedicat al seu mentor Pictet. Aquest estudi que deixava entreveure les capacitats i la cientificitat de Saussure no fou ben rebut pel seu mentor i la severa resposta que li dedicà Pictet marcà ja des d'un inici les frustracions del lingüista per publicar els seus estudis. Un any després, als setze anys, Saussure descobrí la “nasal sonora” de les formes prehistòriques del grec a partir de la forma ‘tetájatai' -una de les moltes excepcions de la gramàtica grega- tres anys abans que ho fes el neogramàtic Karl Brugmann.

### Període de Leipzig i Berlín
Es matricula, per desig dels seus pares, a la Universitat de Ginebra per a estudiar física i química, però abandonà aquests estudis un any més tard a causa de l'interès cada cop més evident que sentia per la lingüística. És nomenat membre de la Societat de Lingüística de París el 1876 i viatja a Alemanya, a Leipzig i a Berlín, on estudia lingüística indoeuropea i manté contacte amb els neogramàtics. Durant la seua primera estada a Leipzig coneix Brugmann i la seua publicació sobre la nasal sonora grega, però continua els estudis i el 1878 acaba la ‘Memòria sobre el sistema primitiu de les vocals de les llengües indoeuropees' (Mémoire sur le système primitif des voyelles dans les langues européenes). A l'any següent defensa la tesi doctoral ‘De l'ús del genitiu absolut en sànscrit' (De l'emploi du génitif absolu en sanscrit) i es doctora el 1880.

### Període de París
En aquest mateix any viatja a París. Assisteix a les classes de Michel Bréal (pare de la semàntica) i a l'Escola Pràctica d'Alts Estudis. Rep classes d'iranià de la mà de Darmesteter, de sànscrit per Bergaigne i de filologia llatina per Louis Harvet. El 1881, Bréal li cedeix el seu curs d'Escola Pràctica i als vint-i-cinc anys és nomenat ‘mestre de conferències' de gòtic i d'alt alemany. El curs que li cedeix Bréal es converteix a poc a poc en un curs de lingüística indoeuropea, ja que Saussure hi inclou també gramàtica comparada del grec i del llatí, i posteriorment del persa i del lituà. Ensenya a París fins al 1891 i el substitueix Meillet. Esdevé director de les Memòries de la Societat Lingüística de París (SLP) però per qüestions administratives i perquè s'obrí una càtedra de lingüística històrica i comparada de les llengües indoeuropees a la Universitat de Ginebra, Saussure abandona París i torna a Suïssa.

### Període de Ginebra
Aquests anys són especialment difícils. Dicta cursos de sànscrit i indoeuropeu, però no escriu res al respecte ni publica res referent a la lingüística. Substituí el 1906 a Wertheimer en la càtedra de lingüística comparada, la qual es convertí en una sèrie de cursos sobre lingüística general. És llavors quan dicta els seus famosos cursos, que posteriorment publicaren, no sense polèmica, Bally i Sechehaye. Més tard es casa amb Marie Faesch i naixen Raymond i Jacques. Finalment, Ferdinand de Saussure mor a Ginebra el 22 de febrer de 1913 a causa d'un càncer.

## Obra
Les produccions directes de Ferdinand de Saussure es redueixen a dues. D'una banda, la Mémoire sur le système primitif des voyelles dans les langues européenes (1878), on demostra de manera algebraica l'existència necessària d'un fonema indoeuropeu desconegut, tot i a partir de les relacions que aquest fonema devia tenir amb la resta de fonemes. I de l'altra, la tesi doctoral De l'emploi du génitif absolu en sanscrit (1880). 
Tanmateix, l'obra per la qual ha obtingut més reconeixement el lingüista ha sigut pel Cours de linguistique générale (1916; traduïda al català per Joan Casas, Curs de lingüística general, 1990, ISBN 8429731741). Aquesta obra pòstuma és un recull dels tres cursos sobre lingüística general que Saussure impartí durant els anys de la càtedra de la Universitat de Ginebra, després de substituir Joseph Wertheimer el 1906. Els tres cursos foren editats per Charles Bally i Albert Séchehaye a partir de les anotacions de cinc dels alumnes de Saussure i de notes personals del suís, però no se sap fins a quin punt el que conté el Cours és producció de Saussure o dels editors.
En tot cas, la influència que ha exercit aquesta publicació des de la seua aparició és ben notòria, i no sols dintre de l'àmbit lingüístic, sinó també dintre d'altres àmbits com el filosòfic, el sociològic o l'antropològic. De fet, alguns autors han descrit la publicació del Cours com una vertadera “revolució copernicana”.

## Aportacions a la lingüística
El Curs suposa tres guanys pel que fa al camp de la lingüística. En primer lloc, pel fet d'haver formulat i d'haver fet explícites dues dimensions que fins al moment no s'havien considerat, a saber: la dimensió diacrònica del llenguatge i la dimensió sincrònica. En segon lloc, pel fet de distingir la langue (llengua), entesa com a la competència lingüística del parlant en tant que membre d'una comunitat lingüística, i la parole (parla), entesa com als fenòmens lingüístics reals. I per acabar, pel fet de reconèixer que la langue s'ha de considerar de manera sincrònica com un sistema d'elements lèxics, gramàtics i fonològics, directament interrelacionats. Tanmateix, les aportacions i les innovacions en el camp de la lingüística de Saussure amb el Cours foren més nombroses: establí la primacia de la langue i considerà que aquesta havia de ser l'objectiu de la ciència. Postulà també l'arbitrarietat i la linealitat del signe lingüístic i atengué les relacions sintagmàtiques i paradigmàtiques del llenguatge.

### La semiologia
Saussure entén la llengua com un sistema de signes, i com a tal, creu que ha de formar part de la ciència que els estudia i que ell anomenà “semiologia” (del grec, semeion, ‘signe').
El suís concep aquesta ciència com l'encarregada d'estudiar en què consisteixen els signes i quines són les regles per les quals es regeixen. En aquest sentit, la semiologia, doncs, estudiaria els sistemes de signes com, per exemple: l'escriptura, l'alfabet dels sordmuts, els ritus simbòlics, les formes de cortesia o els senyals militars, però el sistema de signes lingüístics és, per a ell, el més important.
Tanmateix, la tesi semiològica de Saussure sols hi apareix al Cours esbossada i no desenvolupada, ja que realment correspon a una preocupació pròpia de l'època, a saber, la de la classificació de la lingüística amb relació a la resta de les ciències, sobretot amb relació a la psicologia i a la sociologia. En qualsevol cas, Saussure sembla no extraure conseqüències, en la mesura que tracta sempre la semiologia amb relació a la lingüística. És així com sembla incitar a buscar els caràcters específics del llenguatge i una definició del llenguatge més satisfactòria que la seua pròpia, amb la qual cosa sembla obtenir el mèrit d'iniciador i de precursor.

### La teoria del signe
Contràriament a les velles teories de l'etiquetatge, per a Saussure un signe lingüístic no uneix un concepte amb una realitat, sinó més aviat un concepte (le signifié, el significat) amb una “imatge psíquica” (le signifiant, el significant), és a dir, amb una idea. Si açò és així, llavors el signe lingüístic és, primerament, un compost de dos elements interconnectats i indissolubles (significat i significant) i, segon, una entitat psíquica o mental i, per tant, no material.
D'aquestes premisses, Saussure dedueix la definició de ‘signe' més rigorosa que s'ha donat en el camp de la lingüística. Per a Saussure, dues són les característiques primordials del signe: 
1. L'arbitrarietat: per al suís, el lligam que uneix el significat i el significant d'un signe és arbitrari, i ho podem veure amb el fet que cada llengua utilitza uns conceptes diferents per a les mateixes idees (cheval, horse, Pferd, lochad, misatim', etc.).
2. La linealitat: el significant, en tant que imatge psíquica de natura auditiva, es desenvolupa en el temps. És doncs una línia, una cadena. D'això es dedueixen conseqüències importants per al funcionament de la llengua, sobretot el fet que dues unitats no poden situar-se simultàniament en el mateix punt de la cadena quan es parla, sinó que se succeeixen les unes a les altres.

### La noció de sistema
La noció de sistema és molt antiga en el camp de la lingüística, es remunta a la segona meitat del segle VXIII però és amb Bopp, el fundador de la gramàtica comparada, amb qui la noció de sistema adquireix més funcionalitat i rellevància. Per tant, Saussure no introdueix el terme en la lingüística, però sí que el redefineix, en la mesura que a partir d'ell deixa de ser un terme descriptiu i passa a ser un terme operatiu, i ocupa una posició central dintre de la teoria del llenguatge.
Per a Saussure el sistema és el conjunt de relacions que, en un determinat estat sincrònic de la llengua (és a dir, en un punt determinat de l'evolució de la llengua), defineixen, per oposició, les unitats que l'integren. El ginebrí acudeix a la metàfora dels escacs per explicar-ho: si es substitueixen les peces de fusta per unes de marfil, el canvi no afecta el sistema, però si se disminueix o s'augmenta el nombre de peces, aquest canvi afectarà significativament la gramàtica del joc. Per tant, el valor de les peces dels escacs (dels signes lingüístics) no depèn de la substància, sinó solament de les relacions que mantenen entre si (les regles de posició, de desplaçament, etc.). Així doncs, hi ha sistema perquè les unitats són diferents i perquè les dites diferències assenyalen valors diferents. En francès, els tres tipus de erra són diferents entre si, però aquestes diferències de substància o de forma no tenen valor d'oposició: la paraula rire sempre té el mateix significat, tant si es pronuncia amb la erra apical com si es fa amb l‘uvular. En canvi, la /p/ de poule s'oposa a la /b/ de boule, perquè la diferència de la sonoritat és suficient per a establir dos significats diferents.
Per tant, l'originalitat de Saussure pel que fa al concepte de sistema en lingüística rau en el fet que ja no designa classificacions de fenòmens a partir de la seua naturalesa, sinó que s'interessa pel perquè de les relacions que s'estableixen entre les unitats dels sistemes i redefineix així el concepte a partir de termes operatius com el de diferència, oposició o valor. Aquesta concepció del sistema serà clau per al posterior desenvolupament estructuralista.

### La llengua i la parla
Saussure basa la seua teoria lingüística en l'oposició que ell mateix establí entre el concepte de langue (llengua) i de parole (parla).
El suís considera que la llengua es distingeix, primerament, del llenguatge: el llenguatge és la facultat de comunicació comuna que posseeixen els humans, mentre que la llengua és un producte social de la facultat del llenguatge. La llengua, entesa així, és un producte social en el sentit durkheimià, en la mesura que l'individu l'adquireix, l'aprèn passivament en el si de la societat, i és doncs, convencional.
La parla, al contrari, és un acte individual de la llengua, una formulació concreta de la llengua, de manera que sempre és un acte secundari i subordinat a aquesta. Tanmateix, Saussure considera la parla, en tant que manifestació individual i concreta, com el primer pas per arribar a la llengua. Sols mitjançant l'observació de la parla i de l'acte comunicatiu (el comportament del receptor), podem aconseguir un coneixement de la llengua. Per tant, parla i llengua són interdependents: la llengua és necessària perquè la parla sigui intel·ligible, però la parla és necessària perquè s'estableixi la llengua.
No obstant això, si bé llengua i parla són interdependents, requereixen, però, dues perspectives d'anàlisi lingüística diferents: una lingüística de la parla (i de la qual Saussure no se n'ocupa) i una lingüística de la llengua que serà la lingüística pròpiament dita i que estudiarà la llengua com un sistema de signes.

### Sincronia i diacronia
La distinció entre diacronia i sincronia és la segona distinció constitutiva de la lingüística per a Saussure, després de l'oposició entre la llengua i la parla.
L'anàlisi diacrònica descriu l'evolució històrica d'una llengua al llarg del temps, mentre que l'estudi sincrònic estudia un període determinat al marge de l'evolució i del moviment de la llengua. Són doncs, dos eixos temporals diferents, un d'horitzontal i un de vertical; l'un estudia la llengua respecte a l'eix de les successions, i l'altre ho fa respecte a l'eix de les simultaneïtats. I s'han de tenir en compte per a estudiar la llengua, ja que el valor dels signes es considera en funció del temps. És a dir, s'ha de considerar l'estat de la llengua dels parlants en un moment donat, i també l'evolució de la seua estructura al llarg dels anys i de les èpoques històriques.
Però per a Saussure, l'estudi sincrònic té més rellevància, perquè el parlant l'únic que percep és la llengua en un moment determinat i de manera global, mentre que amb l'estudi diacrònic la percep d'una manera evolutiva però parcial, en l'atendre l'evolució de casos particulars de la llengua. Tanmateix, igual com passava amb la distinció entre la parla i la llengua, aquesta distinció no serà en detriment d'un dels eixos temporals, sinó que tornarà a reflectir la interconnexió de la dicotomia saussureana.
En definitiva, aquesta distinció de Saussure i la primacia de la dimensió sincrònica de la llengua suposa una revolució dels estudis lingüístics, en la mesura que fins llavors només es considerava científic l'estudi del llenguatge des del punt de vista històric. Per això mateix fou mal acollida pels lingüistes contemporanis de Saussure.

### El fonema
Abans de res cal advertir que en aquesta qüestió la terminologia saussureana difereix totalment de l'actual. Quan parla de fonètica es refereix a la fonètica històrica, a aquella que se situa en l'eix diacrònic. Mentre que quan parla de fonologia es refereix al que avui dia s'entén per fonètica. Però malgrat això, es pot considerar que Saussure es troba a l'origen de la noció de fonema.
Per a Saussure, el fonema és un “so material”, és a dir, el quadre de sons que cada llengua posseeix. Però a més a més, també és la “imatge acústica” de cada so material. En aquest punt, Saussure té problemes, sobretot perquè no pot deslligar i definir allò que distingeix el so material de la imatge acústica.
Sigui com sigui, la doctrina sobre el fonema hi apareix al Cours d'una manera molt poc explícita i vaga, però sí suficientment esbossada com perquè serveixi de fonament per als estudis posteriors sobre fonètica, sobretot per als de l'escola de Praga i més en concret, per als estudis de Trubetzkoy.

## Influències
L'estructuralisme és un corrent de pensament que neix a partir de les tesis lingüístiques de Ferdinand de Saussure. Es pot considerar que la tesi principal del corrent estructuralista rau en el fet que considera, seguint els plantejaments del Cours, que la lingüística s'ha de concretar en l'estudi sincrònic de les llengües, enteses aquestes com a sistemes abstractes, és a dir, com a estructures on el conjunt d'elements que les constitueixen es troben directament interrelacionats.
En aquest sentit, l'obra de Saussure i el corrent de pensament que s'esdevé, l'estructuralisme, marquen un punt d'inflexió dintre dels estudis sobre el llenguatge, sobretot perquè suposen fonamentalment dues innovacions: d'una banda, aproximen l'estudi del llenguatge a l'estudi científic, i de l'altra, estableixen que la lingüística serà la disciplina científica encarregada de l'estudi del llenguatge.
Però l'estructuralisme en si no és un corrent ben acotat, de manera que es pot parlar de diverses escoles estructuralistes. Les principals són: l'escola de Ginebra, representada per Bally, per Secheage i per Frey; l'Escola de Praga coneguda també com a escola fonològica i representada per Jakobson, Trubetzkoy i Trnka; l'escola de París i de Martinet; i l'escola de Copenhage, fundadora de la glossemàtica i encapçalada per Hjelmslev, el qual canvia la focalització sintètica del text per una focalització analítica i una metodologia deductiva. A més a més, existeix també un corrent estructuralista als Estats Units, que encapçalen Leonard Bloomfield, Sapir, Bloch i Harry. Però fou l'escola de Praga la més influent de l'estructuralisme gràcies a la consideració de la fonologia, la qual partia de la concepció de ‘fonema' de Saussure. En lloc de compilar simplement una llista dels sons que apareixen en una llengua, els membres del cercle de Praga intentaren examinar com aquests estaven interrelacionats.
La revolució que suposà l'estructuralisme fou tan gran que les seues teories i els seus mètodes d'estudi s'aplicaren durant la primera meitat del segle XX a l'anàlisi de tots els aspectes de la cultura humana, en la mesura que, igual com el llenguatge, poden considerar-se com a sistemes de signes. És d'aquesta manera que sorgiren perspectives estructuralistes en altres ciències i camps d'estudis com: l'antropologia, la crítica literària, la biologia, la psicologia o la sociologia.

## Escrits de Saussure
- Mémoire sur le système primitif des voyelles dans les langues européennes (1879).
- De l'emploi du génitif absolu en sanscrit (1880). Tesi doctoral presentada a la Universitat de Leipzig.
- Cours de linguistique générale (1916) ('Curs de Lingüista general').